# Paul Barge
Paul Barge (Ferryville, actualment Menzel Bourguiba, Tunísia, 11 de setembre de 1941) és un actor i director de cinema francès.

## Biografia
Després d'alguns papers televisius i un paper secundari com a jove policia a Mademoiselle de Tony Richardson (1966), va interpretar el paper principal d'Edmond Dantès a l'adaptació de Dumas Sous le signe de Monte-Cristo (1968) d'André Hunebelle, al costat d'estrelles com Claude Jade, Anny Duperey, Pierre Brasseur i Michel Auclair. La seva carrera cinematogràfica continua interpretant l'escultor Paul a La invitada (amb Joanna Shimkus, Michel Piccoli i Jacques Perrin). Segueixen adaptacions cinematogràfiques teatrals i adaptacions literàries com Al vostre gust de Shakespeare (amb Jean-Pierre Aumont) o La Mandràgora de Nicolau Maquiavel (de nou amb Claude Jade). Va recuperar popularitat a la televisió amb la sèrie Les Gens de Mogador el 1973 i, al costat de Brigitte Fossey, va interpretar el paper principal masculí de Numa a la tercera generació de la saga familiar. Als anys setanta amb Isabelle Huppert a Plaies et bosses, als vuitanta a Pour 100 briques t'as plus rien... d'Édouard Molinaro (amb Daniel Auteuil) i en drames històrics com L'Affaire Caillaux (amb Brigitte Fossey), va protagonitzar la sèrie Cap des Pins del 1998 al 2000 al costat de la seva parella Claude Jade.

## Teatre
- 1970 : Haute Surveillance de Jean Genet, escenografia d'Arcady, Théâtre Récamier
- 1975 : Christmas d'Alan Ayckbourn, escempgrafia Pierre Mondy, Théâtre de la Madeleine
- 1987 : Conversations après un enterrement de Yasmina Reza, escenografia Patrice Kerbrat, Théâtre Paris-Villette, Théâtre Montparnasse

## Filmografia

### Cinema
- 1968 : Sous le signe de Monte-Cristo d'André Hunebelle
- 1969 : La invitada de Vittorio De Seta
- 1972 : L'Étrangleur de Paul Vecchiali
- 1978 : Le Paradis des riches dirigida per ell mateix.
- 1982 : Pour cent briques, t'as plus rien... d'Édouard Molinaro
- 2019 : Bêtes blondes de Maxime Matray, Alexia Walther

### Televisió
- 1966 : Les Compagnons de Jéhu : Michel
- 1967 : L'Arlésienne telefilm de Pierre Badel : Rose
- 1970 : Sébastien et la Mary-Morgane, Gwen Théphanie
- 1972 : Les Gens de Mogador de Robert Mazoyer : Numa Vernet
- 1972 : La Mandragore : Callimaco
- 1974 : Les Enfants des autres de Louis Grospierre : Pierre
- 1976 : Première Neige de Claude Santelli
- 1976 : Le Lauzun de la Grande Mademoiselle d'Yves-André Hubert : Louis XIV
- 1977 : Au plaisir de Dieu de Robert Mazoyer : Claude de Plessis-Vaudreuil
- 1978 :Docteur Erika Werner de Paul Siegrist
- 1978 : Émile Zola ou la Conscience humaine de Stellio Lorenzi
- 1980 : Julien, d'Emmanuel Fonlladosa
- 1982 : L'Esprit de famille, de Roland Bernard (Pierre)
- 1987 : Les Cinq Dernières Minutes : Mort d'Homme de Joannick Desclers
- 1988 : Les Cinq Dernières Minutes, épisode Fais-moi cygne de Louis Grospierre
- 1990 : Les Clés de Fort Boyard (concurs televisiu) de Jacques Antoine, Jean-Pierre Mitrecey i Pierre Launay : Veu en off[3]
- 1991 : V.I.P.
- 1995 : Cœurs Caraïbes
- 1995 : Sandra, princesse rebelle de Didier Albert (sèrie TV)
- 1998 : Victor Schœlcher, l'abolition de Paul Vecchiali (TV)
- 1998-2000 : Cap des Pins de Bernard Dumont, Emmanuelle Dubergey, Dominique Masson, Emmanuel Fonlladosa
- 2002 : Commissaire Moulin : Maitre Boistard
- 2002 : Les Cordier Juge et Flic, episodi Faux Départ de Gilles Béhat : Le Juge Bellac
- 2003 : Alice Nevers, Le juge est une femme, Juge contre Juge  : Le père d'Alice Nevers
- 2008 : Dans la cour des grands : Docteur Bernard Grangé
- 2008 : Françoise Dolto, le désir de vivre de Serge Le Péron : Boris Dolto
- 2009 : Profilage : Robert Cavellian, a l'episodi « Sans rémission » (temporada 1, episodi 2)
- 2013 - 2014 : Plus belle la vie : Angelo Soriani